# Marathon van Nagoya 1984
De marathon van Nagoya 1984 werd gelopen op zondag 4 maart 1984. Het was de 5e editie van de marathon van Nagoya. Alleen vrouwen mochten aan deze wedstrijd deelnemen. Het was voor het eerst dat de marathon op het programma stond. De vier edities hiervoor ging de wedstrijd over 20 km.
De Nieuw-Zeelandse Glenys Quick kwam als eerste over de streep in 2:34.25.

## Uitslagen
| rang   | naam              | land | tijd    |
| ------ | ----------------- | ---- | ------- |
| Goud   | Glenys Quick      | NZL  | 2:34.25 |
| Zilver | Ellen Hart        | USA  | 2:37.24 |
| Brons  | Magda Ilands      | BEL  | 2:37.57 |
| 4      | Eriko Asai        | JPN  | 2:38.31 |
| 5      | Ilona Zsilak      | HUN  | 2:38.32 |
| 6      | Joyce Smith       | ENG  | 2:38.55 |
| 7      | Ngaire Drake      | NZL  | 2:39.56 |
| 8      | Yu Hasegawa       | JPN  | 2:41.27 |
| 9      | Dorothy Goertzen  | CAN  | 2:41.33 |
| 10     | Sylviane Levesque | FRA  | 2:41.53 |
| 11     | Mitsue Tanaka     | JPN  | 2:42.48 |
| 12     | Gabriela Wolf     | GER  | 2:43.52 |
| 13     | Margaret Walker   | NZL  | 2:44.21 |
| 14     | Chie Matsuda      | JPN  | 2:45.48 |
| 15     | Lisa Pfuhl        | USA  | 2:46.04 |
| 16     | Antonia Ladanyine | HUN  | 2:46.22 |
| 17     | Keiko Ota         | JPN  | 2:47.24 |
| 18     | Mami Fukao        | JPN  | 2:48.16 |
| 19     | Noriko Yamada     | JPN  | 2:49.00 |
| 20     | Debbie Leyden     | USA  | 2:49.08 |
| 22     | Susan Henderson   | USA  | 2:50.36 |
| 23     | Joke Vangerwen    | NED  | 2:50.41 |
| 24     | Kikuyo Nishijima  | JPN  | 2:50.41 |
| 25     | Hiroko Tazaki     | JPN  | 2:52.06 |

1984 ·
1985 ·
1986 ·
1987 ·
1988 ·
1989 ·
1990 ·
1991 ·
1992 ·
1993 ·
1994 ·
1995 ·
1996 ·
1997 ·
1998 ·
1999 ·
2000 ·
2001 ·
2002 ·
2003 ·
2004 ·
2005 ·
2006 ·
2007 ·
2008 ·
2009 ·
2010 ·
2011 ·
2012 ·
2013 ·
2014 ·
2015 ·
2016 ·
2017